# Hořcovité

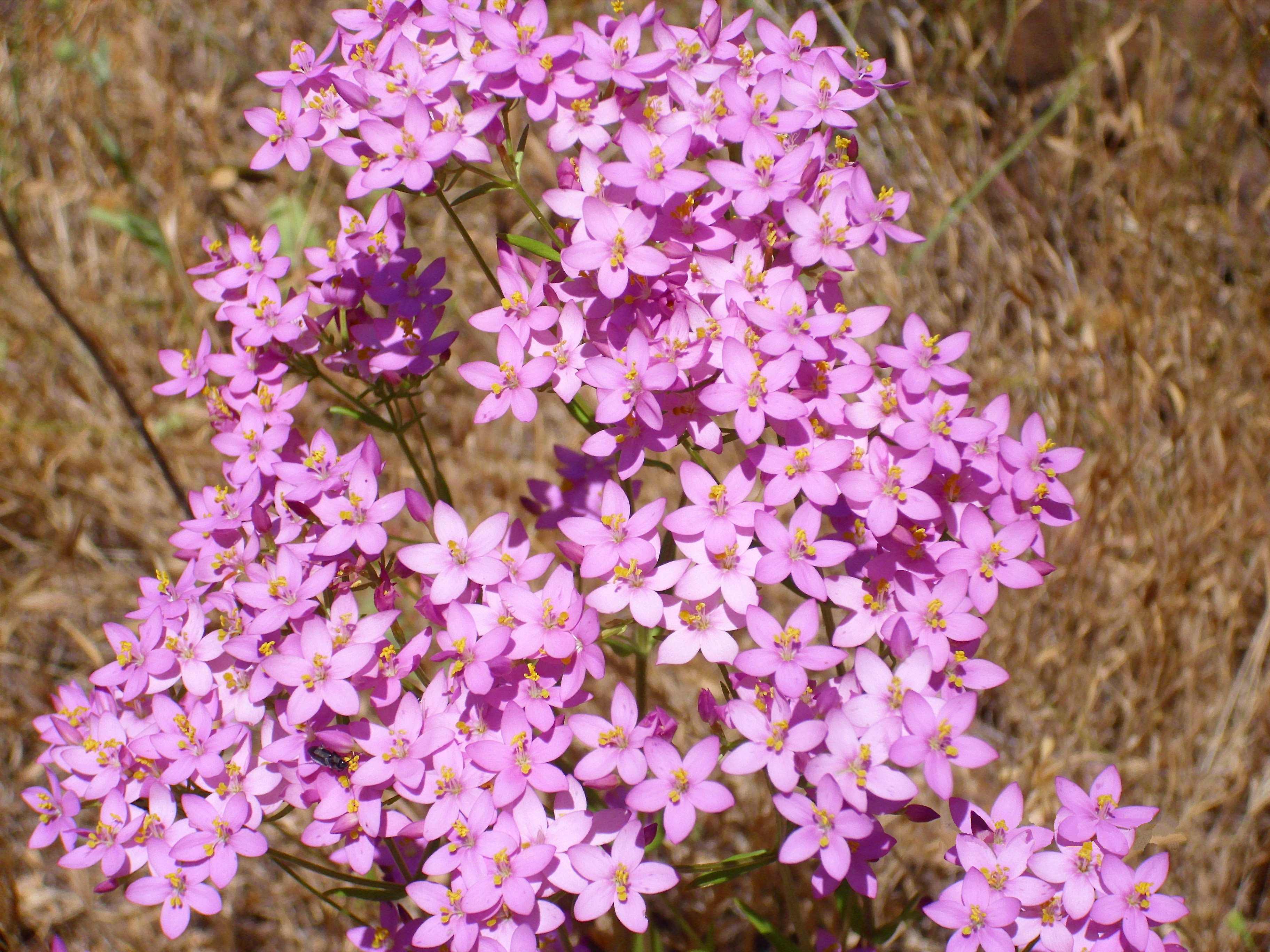
Zeměžluč okolíkatá (Centaurium erythraea)

Hořcovité (Gentianaceae) je čeleď vyšších dvouděložných rostlin z řádu hořcotvaré (Gentianales). Zahrnuje byliny i dřeviny vesměs se vstřícnými jednoduchými listy a čtyř nebo pětičetnými květy se srostlou korunou. Jsou rozšířeny po celém světě. Největší a nejznámější rod je hořec. Některé druhy mají význam v lékařství či v bylinném léčení. V České republice se vyskytuje 7 druhů hořců, hořečky, zeměžluč, trličník brvitý a kropenáč vytrvalý.

## Popis
Hořcovité jsou byliny, keře a malé stromy, vzácněji i liány. Jsou mezi nimi i nezelené mykoheterotrofní byliny s redukovanými nezelenými listy (Voyria aj.) a jednoleté byliny (Curtia, Coutoubea). Stonek je často křídlatý. Listy jsou vstřícné, výjimečně střídavé nebo přeslenité, jednoduché, se zpeřenou žilnatinou, často kožovité, celokrajné nebo zřídka zubaté, často přisedlé. Palisty nejsou přítomny, u většiny zástupců je však zřetelná linie nebo nízká pochva (ochrea) spojující báze řapíků. Častá je kořenová symbióza s houbami (mykorhiza).
Květenství jsou vrcholová nebo úžlabní, nejčastěji vidličnatě větvené vrcholíky, řidčeji hrozny, laty ap., někdy jsou redukována na přisedlý svazeček květů nebo jsou květy jednotlivé. Květy jsou obvykle pravidelné, oboupohlavné, 4 nebo 5četné (výjimečně až 10četné). Kalich je krátce nebo dlouze trubkovitý, řidčeji jsou kališní lístky téměř volné, často křídlatý, za plodu vytrvalý nebo opadavý. Koruna je většinou jasně zbarvená, srostlá, nejčastěji trubkovitá, řepicovitá, nálevkovitá nebo kolovitá. Tyčinky jsou v počtu odpovídajícím počtu korunních cípů, volné, přirostlé v korunní trubce nebo mezi korunními cípy. Pokud jsou v květech nektária, jsou na bázi koruny nebo semeníku. Semeník je svrchní, srostlý ze 2 plodolistů, s 1 nebo 2 komůrkami a jedinou čnělkou. Vajíček je obvykle mnoho, placentace je axilární nebo parietální nebo něco mezi. Plody jsou bobule, tobolky nebo suché a nepukavé plody. Semena jsou většinou drobná a početná, někdy křídlatá.

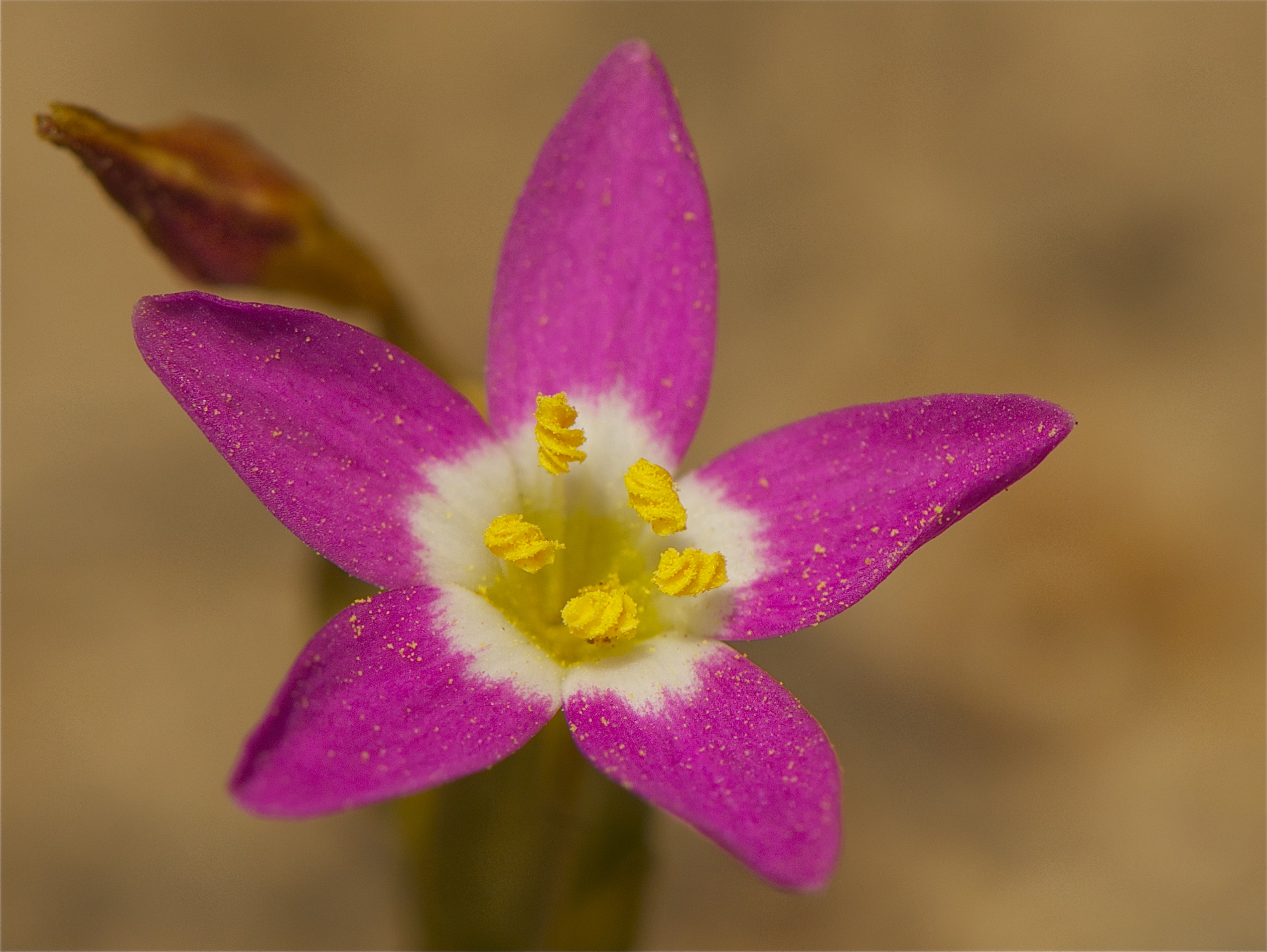
Detail květu zeměžluči Centaurium davyi
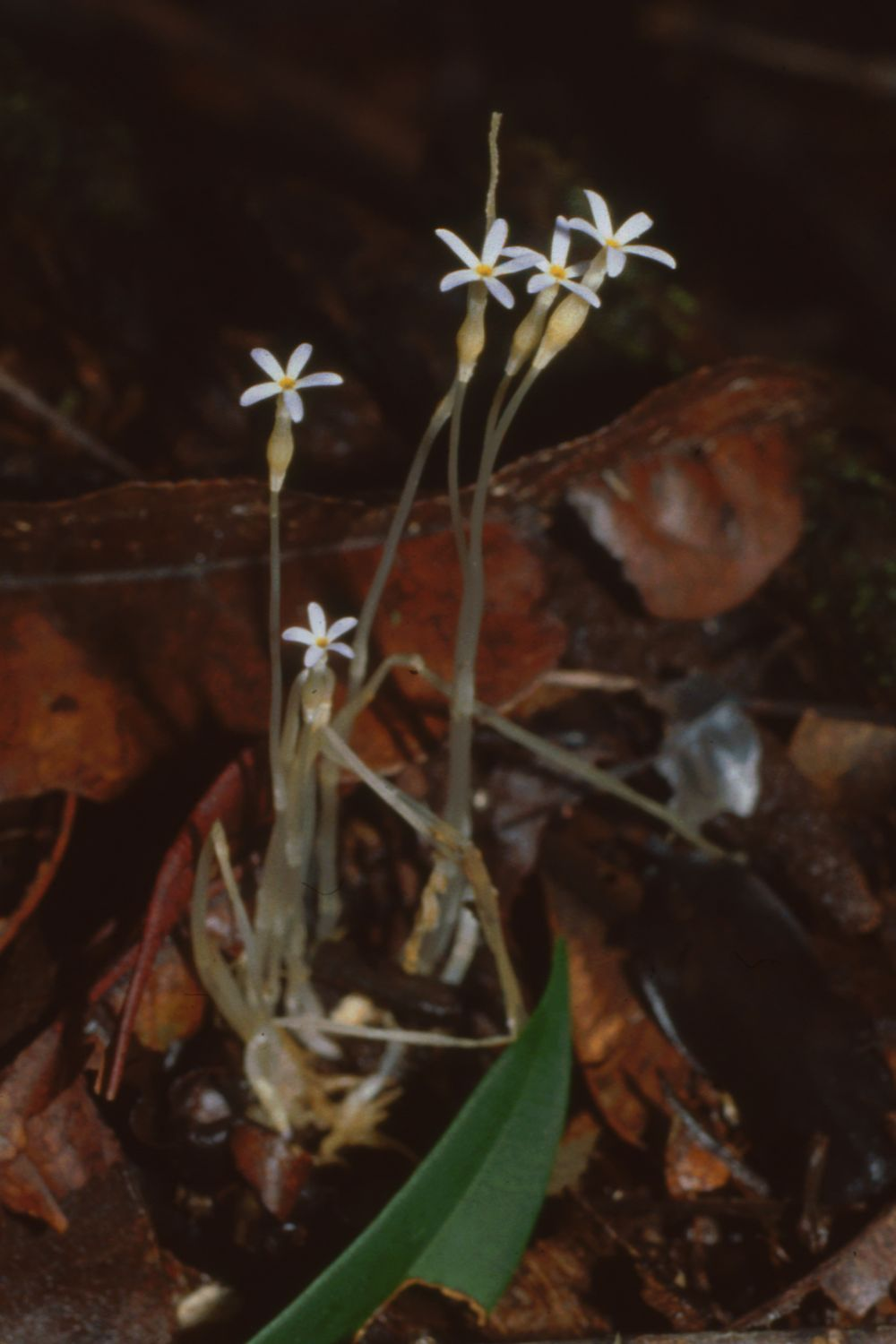
Nezelený druh Voyria tenella
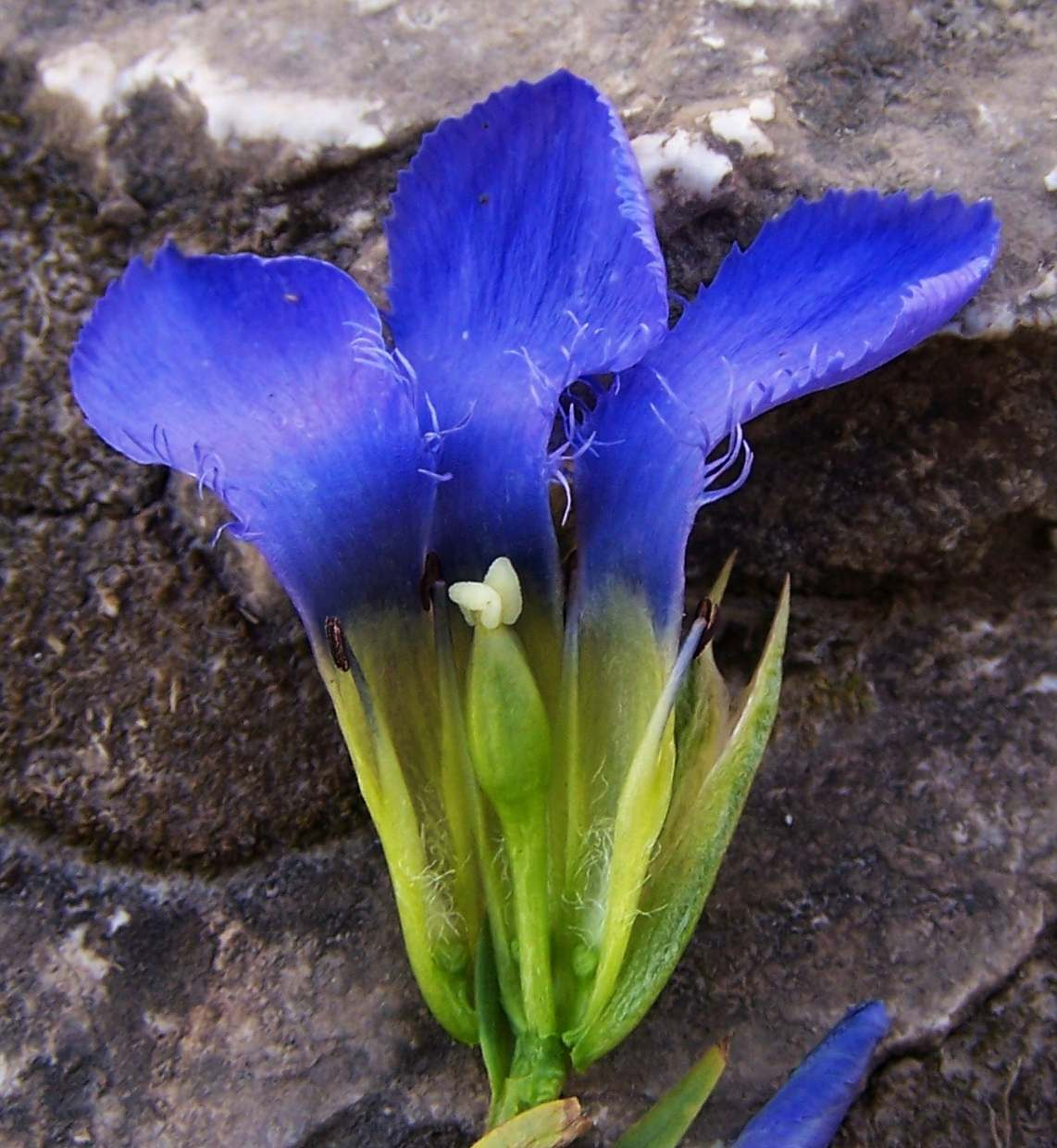
Rozebraný květ trličníku brvitého (Gentianopsis ciliata)
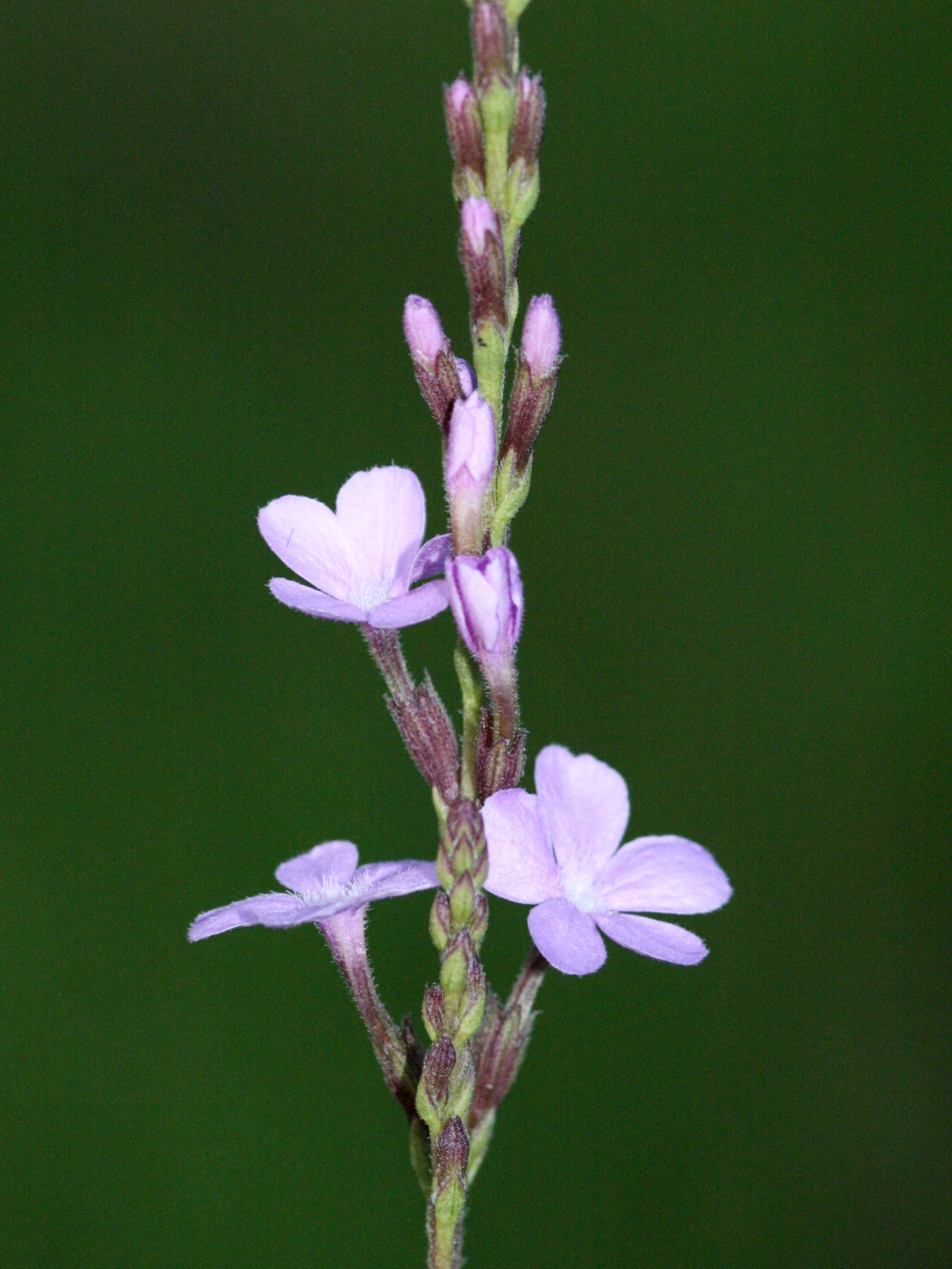
Květenství Tetrapollinia caerulescens

## Ekologické interakce
Hořcovité jsou nejčastěji opylovány hmyzem, některé tropické druhy i kolibříky a netopýry. Drobná semena z tobolek jsou pravděpodobně nejčastěji šířena větrem a deštěm, semena z dužnatých bobulí zvířaty. Duté stonky rostlin rodu Tachia jsou obývány mravenci.

## Rozšíření
Čeleď zahrnuje celkem přes 1650 druhů v 87 rodech. Je rozšířena celosvětově mimo pouští, polárních oblastí a extrémních poloh velehor, na všech kontinentech s výjimkou Antarktidy, je však zastoupena na ostrovech v jejím okolí. Chybí na velké většině Austrálie. Většina bylinných druhů roste v mírném až subtropickém pásu a v tropických horách (Andy, Himálaj aj.), zatímco dřevnatí zástupci jsou převážně tropičtí.
Největší rody jsou hořec (Gentiana, asi 360 druhů), hořeček (Gentianella, 250), kropenáč (Swertia, 135), Macrocarpaea (110), Halenia (80), Fagraea (75), Exacum (70), Sebaea (60), zeměžluč (Centaurium, 50 druhů).
V České květeně je čeleď zastoupena 5 rody: hořec (Gentiana, 7 druhů), hořeček (Gentianella, 5 + 1 vymřelý), zeměžluč (Centaurium, 3 druhy), trličník brvitý (Gentianopsis ciliata) a kropenáč vytrvalý (Swertia perennis). V evropské květeně jsou dále zastoupeny rody žlutnice (Blackstonia) a hořepnička (Lomatogonium) a druhy Cicendia filiformis a Halenia corniculata.

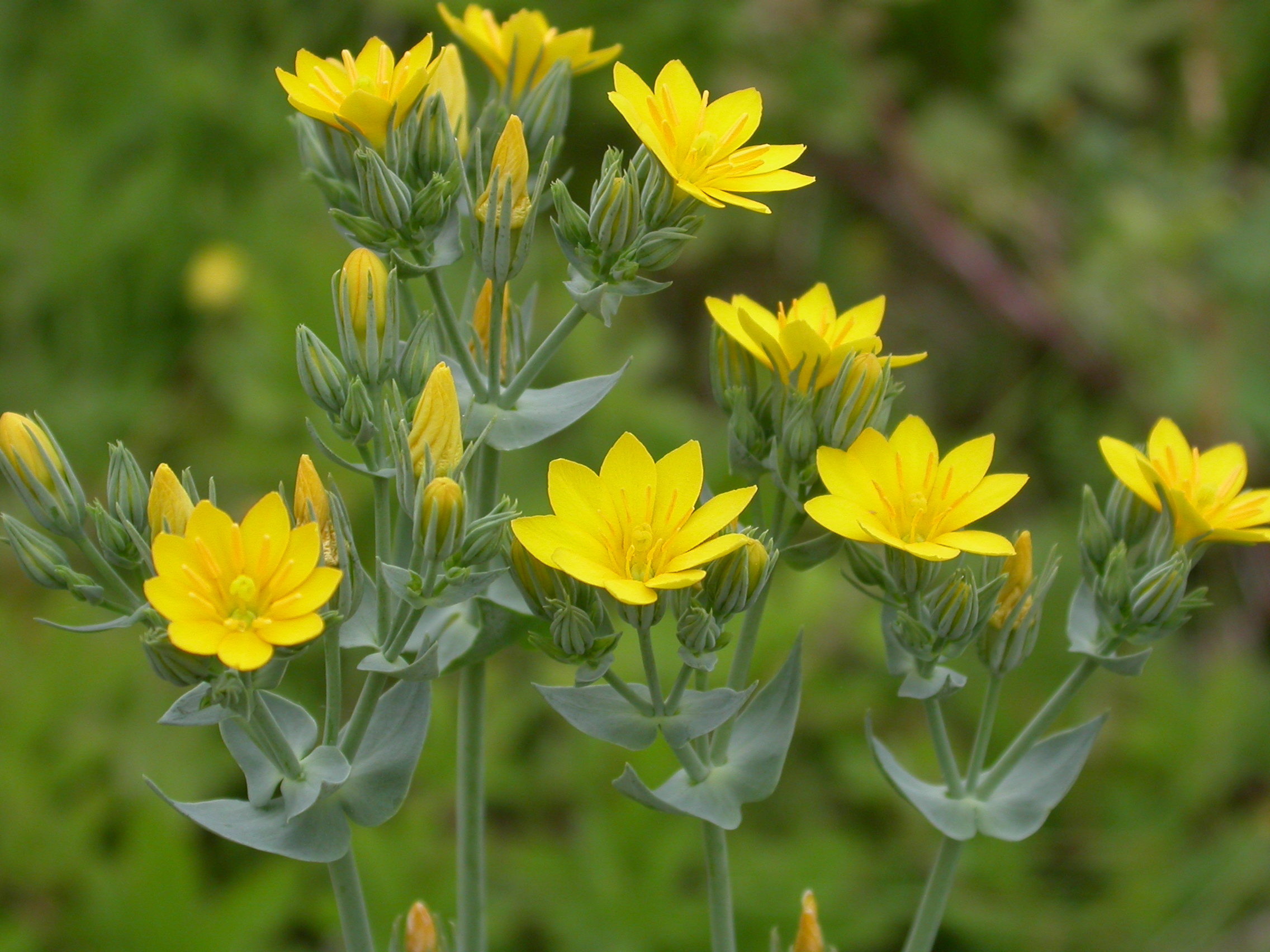
Kvetoucí žlutnice Blackstonia perfoliata
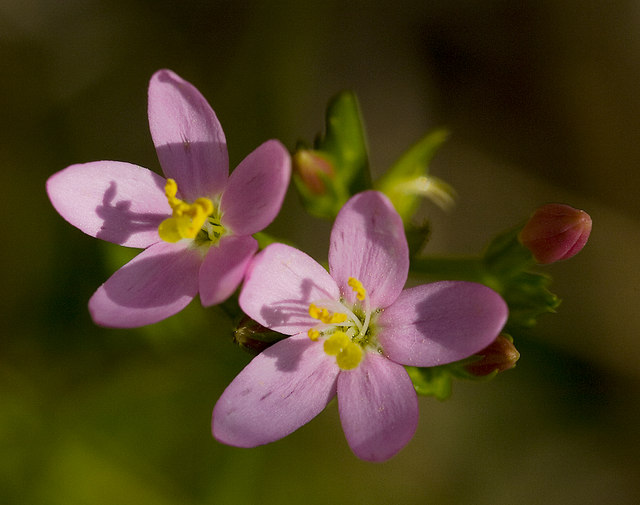
Detail květu zeměžluči (Centaurium erythraea)
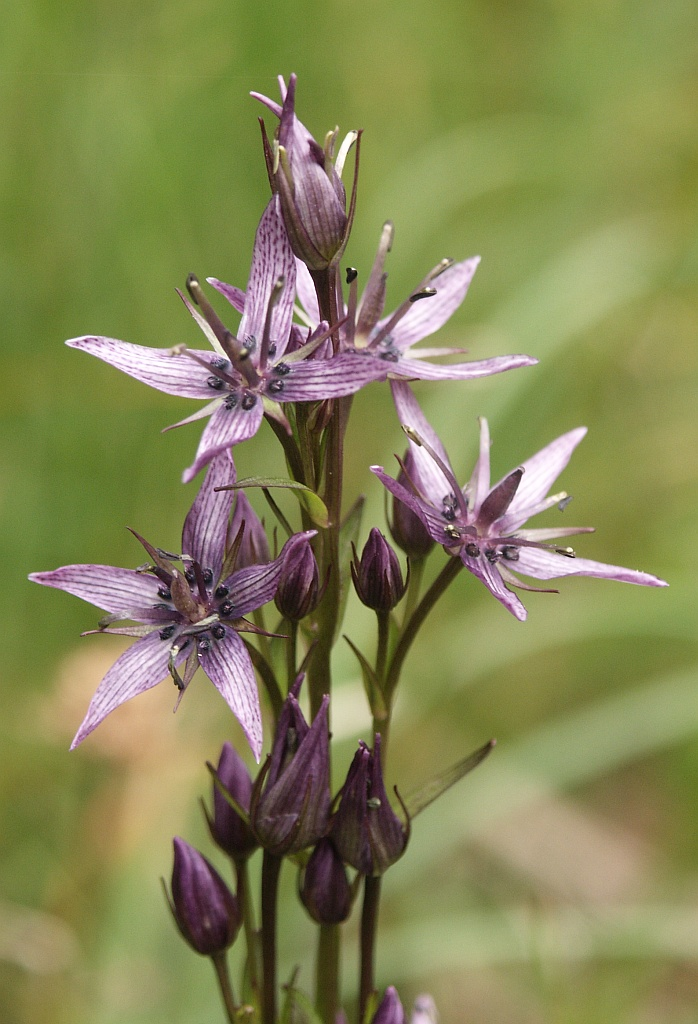
Kropenáč vytrvalý (Swertia perennis)
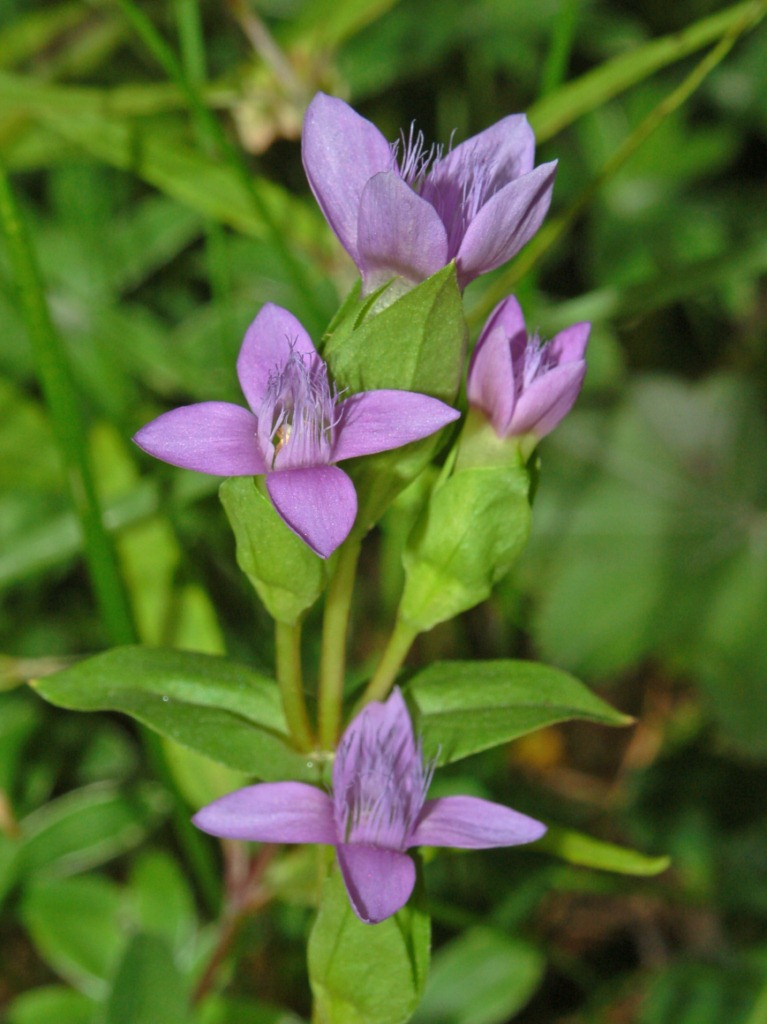
Hořeček ladní (Gentianella campestris)
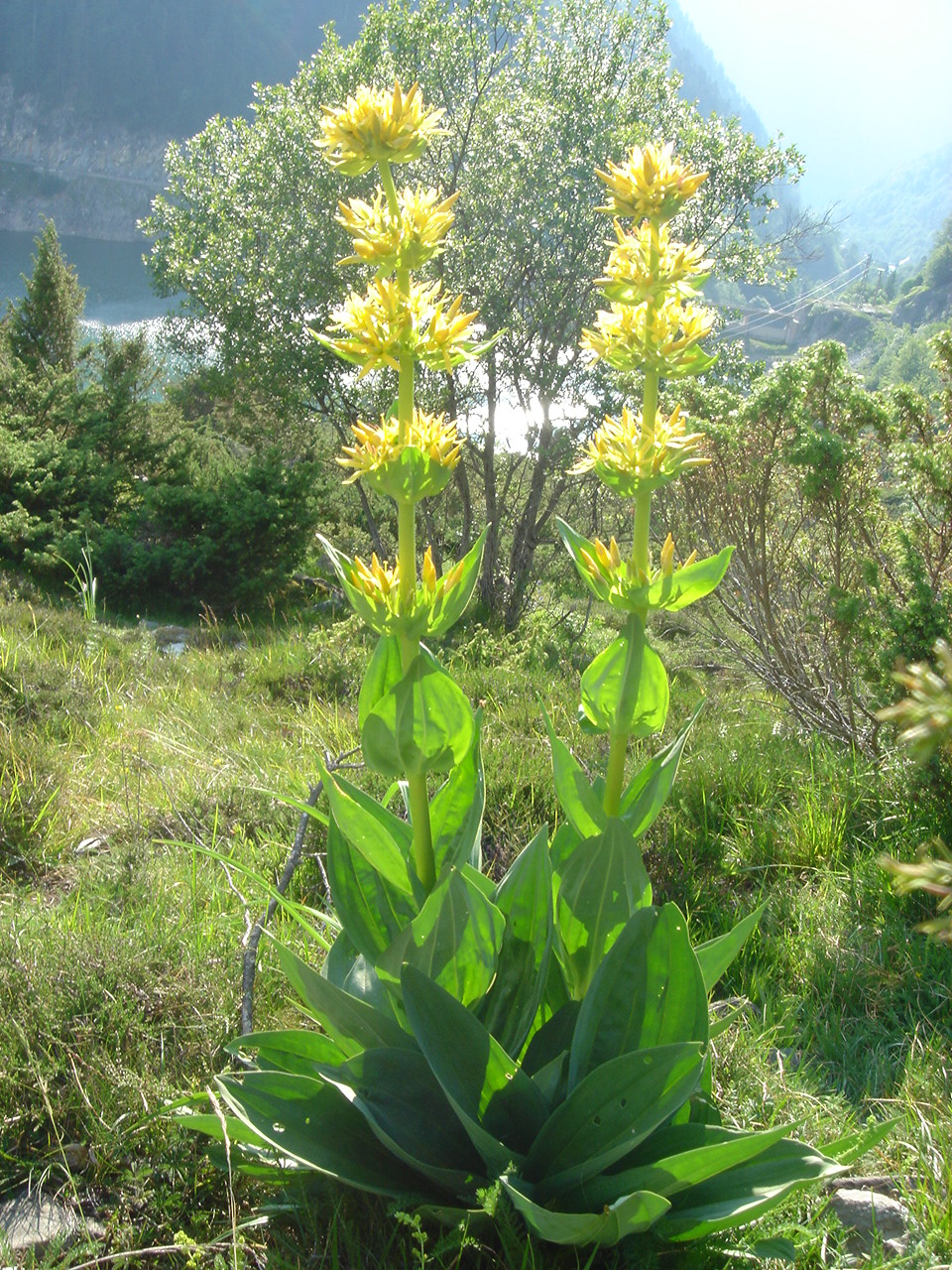
Hořec žlutý (Gentiana lutea)
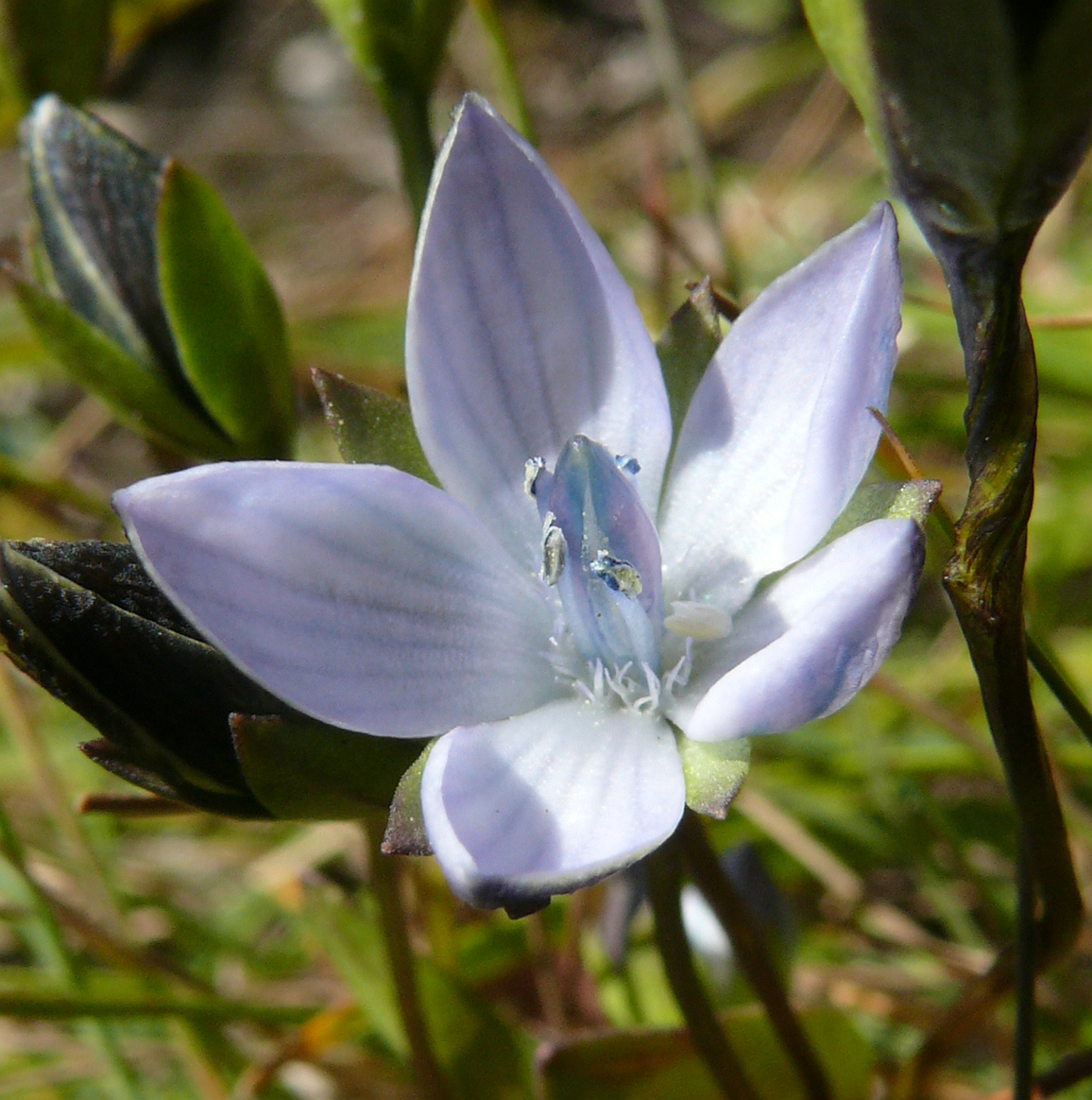
Květ hořepničky Lomatogonium carinthiacum
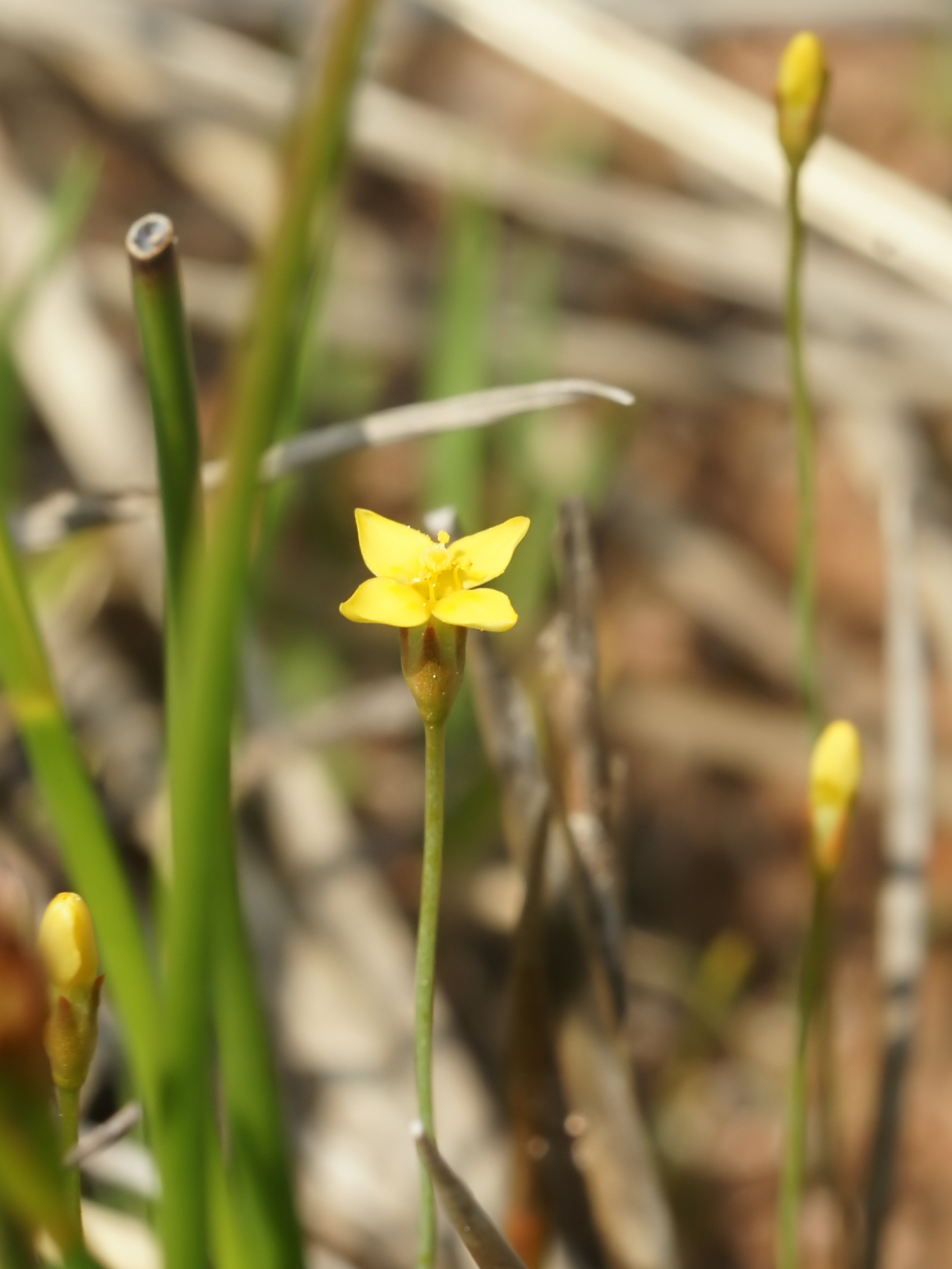
Kvetoucí Cicendia filiformis

## Taxonomie

Pyridinový alkaloid gentianin

Čeleď byla v historických systémech řazena do různě široce pojatého řádu hořcotvaré (Gentianales).
V dnešní taxonomii je členěna do 6 tribů:
- Saccifolieae - 19 druhů ve 4 rodech, trop. Jižní Amerika a Panama, nezelené mykoheterotrofní byliny
- Exaceae - 165 druhů v 6 rodech, tropy Starého světa
- Chironieae - 159 druhů ve 23 rodech, tropy a severní mírný pás
- Potalieae - 154 druhů ve 13 rodech, pantropické dřeviny i byliny
- Helieae - 205 druhů ve 22 rodech, tropická Amerika
- Gentianeae - 950 druhů v 17 rodech, severní mírný pás s přesahy do tropů (Afrika, Madagaskar, Celebes)[4]

Taxonomické výzkumy ukazují blízkost rodů Gentiana, Gentianella a Swertia na jedné straně a příslušnost rodu Gentianopsis k odlišné skupině rodů na straně druhé.

## Obsahové látky
Pro čeleď je charakteristický obsah hořčin ze skupiny iridoidů a žlutých barviv xanthonů. U pyridinového alkaloidu gentianinu byly prokázány účinky proti malárii, amébové úplavici a antipsychotické účinky. Další alkaloidy pocházející z hořcovitých jsou např. entianadin, gentianamin a erythrocentaurin.

## Zástupci
- bartonie (Bartonia)
- frazera (Frasera)
- hořec (Gentiana)
- hořeček (Gentianella)
- hořepnička (Lomatogonium)
- hořepník (Exacum)
- hořkavka (Comastoma)
- jícnovka (Eustoma)
- kropenáč (Swertia)
- lisiantus (Lisianthius)
- potálie (Potalia)
- trličník (Gentianopsis)
- Voyria
- zavilka (Sabatia)
- zeměžluč (Centaurium)
- žlutnice (Blackstonia)[9][10]

## Význam
Čeleď je důležitá farmakologicky při léčení horeček, trávicích potíží a plísňových onemocnění. Nejčastěji jsou užívány rody Gentiana, Swertia, Centaurium a Gentinella. Rostliny rodu Potalia jsou v tropické Americe používány na hadí uštknutí, otravy, syfilis a horečky, Tachia při léčení malárie. V Evropě je jako léčivka nejvíce využíván hořec žlutý a zeměžluč okolíkatá. V čínské medicíně je spíše okrajově využíván hořec Gentiana barbata, v Koreji Gentiana scabra.
Některé hořcovité jsou využívány jako okrasné rostliny. Celá řada hořců se pěstuje jako skalničky. Květy jícnovky velkokvěté (Eustoma grandiflorum) se prodávají řezané. Hořepník pomezní (Exacum affine) je pěstován jako pokojová rostlina.

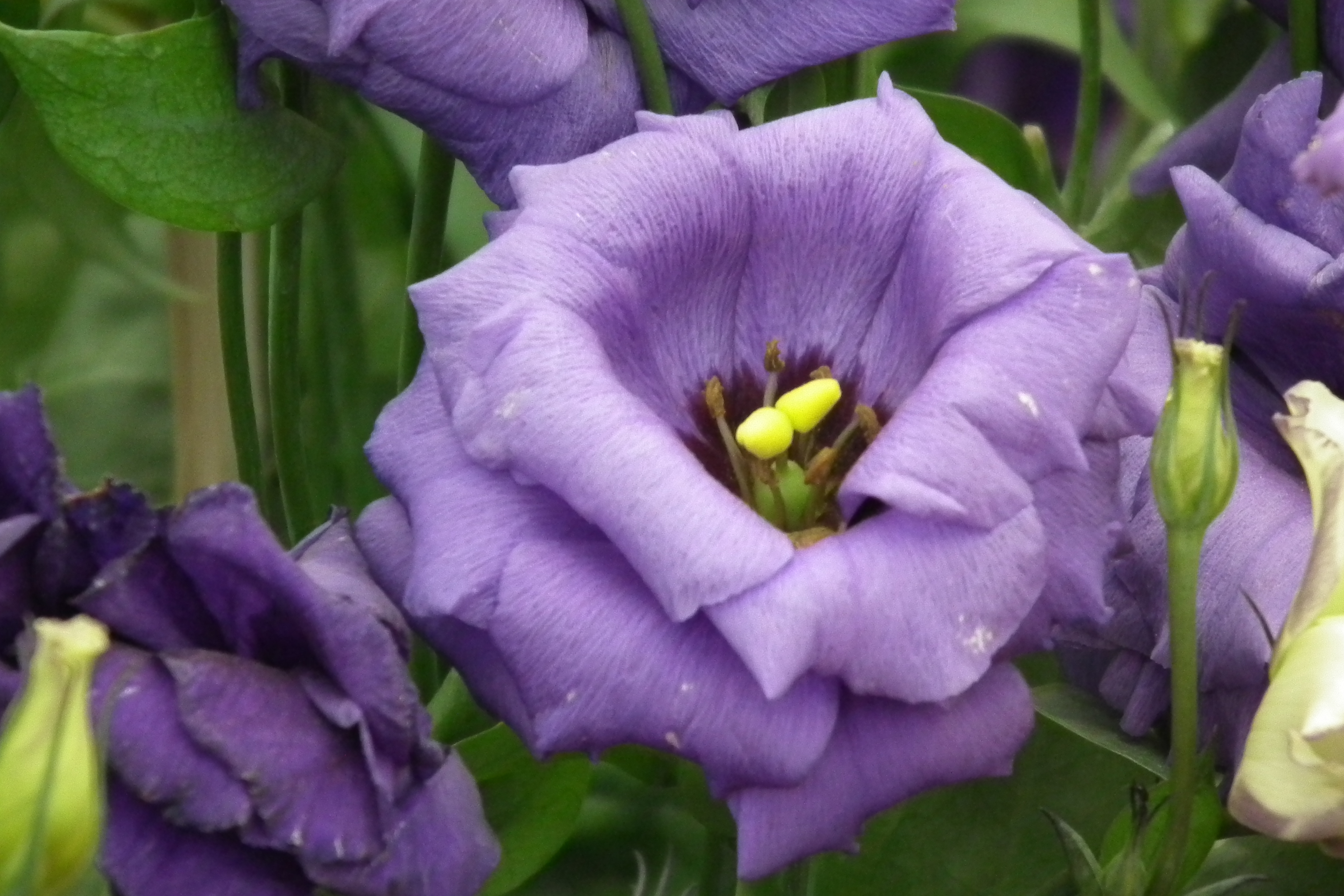
Květy jícnovky velkokvěté
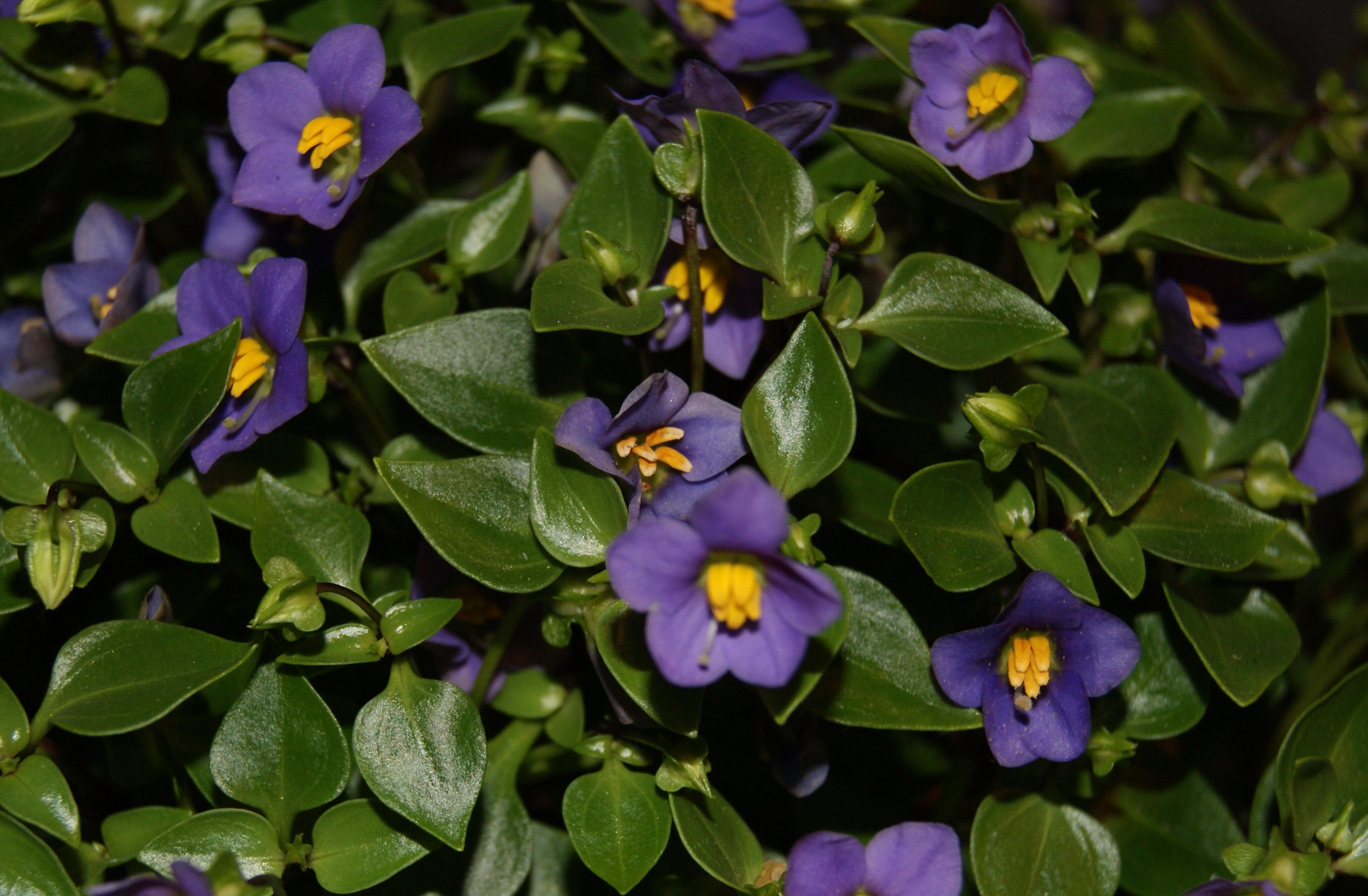
Kvetoucí pokojovka hořepník pomezní
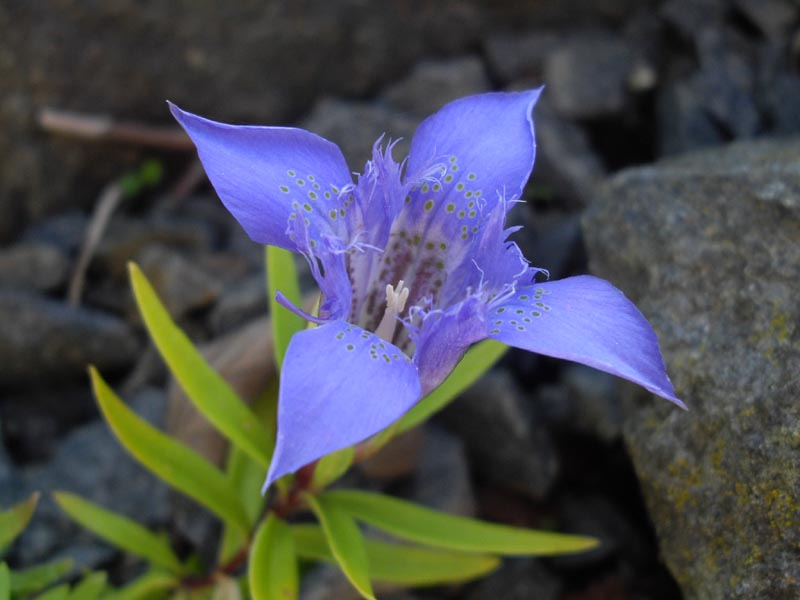
Hořec Gentiana paradoxa
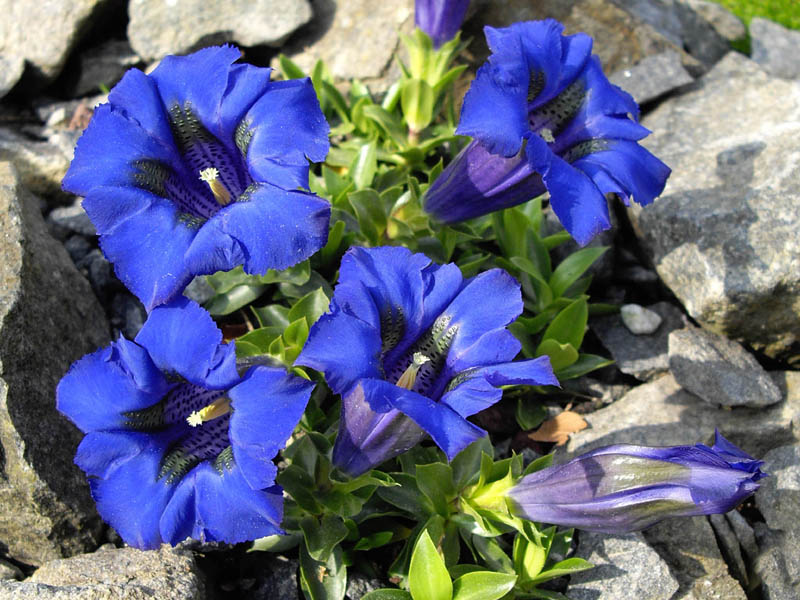
Hořec bezlodyžný (Gentiana acaulis)
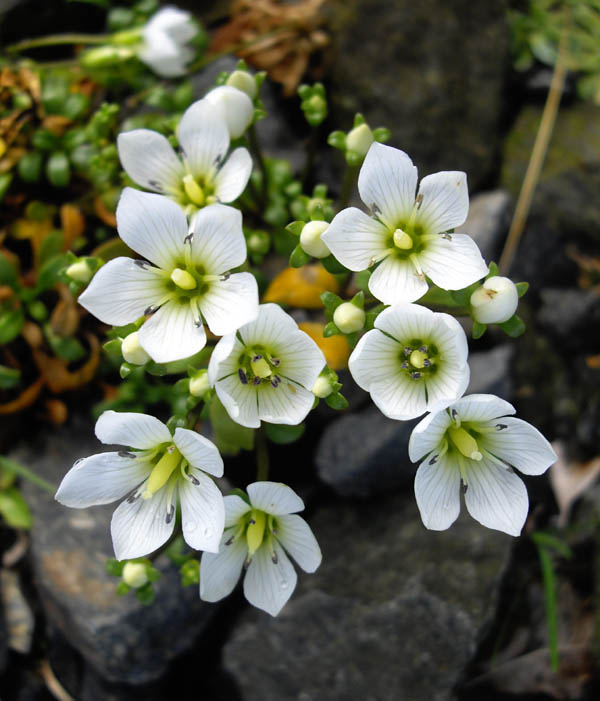
Hořec Gentiana saxosa
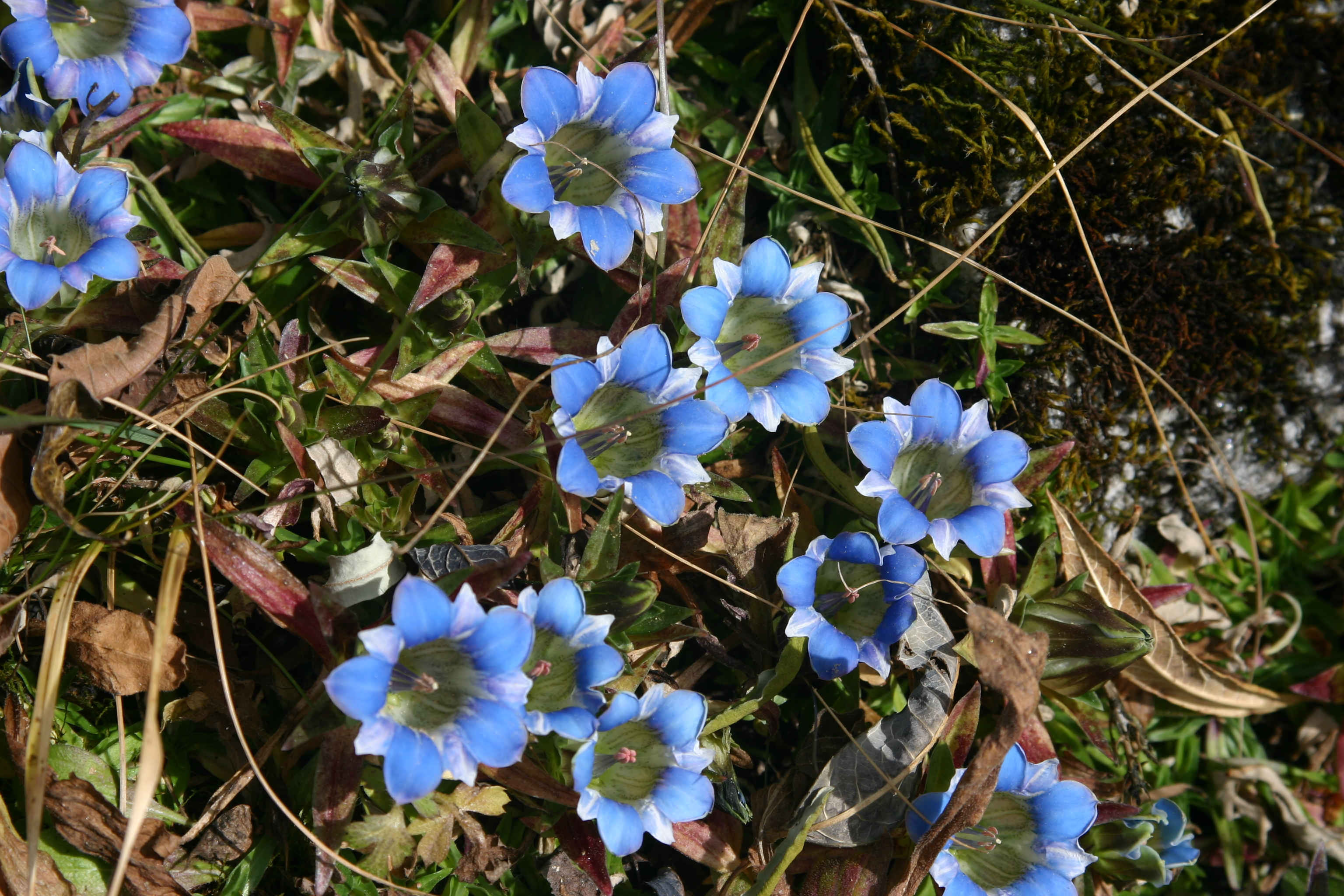
Hořec Gentiana depressa

## Seznam rodů
Adenolisianthus,
Anthocleista,
Aripuana,
Bartonia,
Bisgoeppertia,
Blackstonia,
Calolisianthus,
Canscora,
Celiantha,
Centaurium,
Chelonanthus,
Chironia,
Chorisepalum,
Cicendia,
Comastoma,
Congolanthus,
Coutoubea,
Cracosna,
Crawfurdia,
Curtia,
Cyrtophyllum,
Deianira,
Djaloniella,
Duplipetala,
Enicostema,
Eustoma,
Exaculum,
Exacum,
Exochaenium,
Fagraea,
Faroa,
Frasera,
Geniostemon,
Gentiana,
Gentianella,
Gentianopsis,
Gentianothamnus,
Gyrandra,
Halenia,
Helia,
Hockinia,
Hoppea,
Irlbachia,
Ixanthus,
Jaeschkea,
Karina,
Klackenbergia,
Kuepferia,
Lagenanthus,
Lagenias,
Latouchea,
Lehmanniella,
Limahlania,
Lisianthius,
Lomatogoniopsis,
Lomatogonium,
Macrocarpaea,
Megacodon,
Metagentiana,
Microrphium,
Neblinantha,
Neurotheca,
Obolaria,
Oreonesion,
Ornichia,
Orphium,
Phyllocyclus,
Picrophloeus,
Potalia,
Prepusa,
Pterygocalyx,
Purdieanthus,
Pycnosphaera,
Rogersonanthus,
Roraimaea,
Sabatia,
Saccifolium,
Schenkia,
Schinziella,
Schultesia,
Sebaea,
Senaea,
Sinogentiana,
Sinoswertia,
Sipapoantha,
Swertia,
Symbolanthus,
Symphyllophyton,
Tachia,
Tachiadenus,
Tapeinostemon,
Tetrapollinia,
Tripterospermum,
Urogentias,
Utania,
Veratrilla,
Voyria,
Voyriella,
Xestaea,
Yanomamua,
Zeltnera,
Zonanthus,
Zygostigma